# April Mullen
April Mullen (Niagara Falls, ...) è una regista canadese, nota per aver diretto i film Dead Before Dawn 3D (2012), Below Her Mouth (2016) e Wander (2020).

## Filmografia

### Cinema
- Rock, Paper, Scissors: The Way of the Tosser (2000)
- GravyTrain (2010)
- Dead Before Dawn (2012)
- 88 (2015)
- Farhope Tower (2015)
- Below Her Mouth (2016)
- Badsville (2017)
- Wander (2020)
- Simulant (2023)

### Televisione
- Real Detective, serie TV, 2 episodi (2016)
- Aftermath, serie TV, 2 episodi (2016)
- Killjoys, serie TV, 2 episodi (2016-2017)
- Bellevue, serie TV, 2 episodi (2017)
- Wynonna Earp, serie TV, 4 episodi (2017-2018)
- Lethal Weapon, serie TV, 1 episodio (2018)
- Legend of Tomorrow, serie TV, 3 episodi (2018-2019)
- Ransom, serie TV, 1 episodio (2019)
- The 100, serie TV, 1 episodio (2019)
- Tiny Pretty Things, serie TV, 2 episodi (2020)
- Overload and the Underwoods, serie TV, 3 episodi (2021)
- Blood & Treasure, serie TV, 2 episodi (2022)
- The Spencer Sisters, serie TV, 2 episodi (2023)
- Sullivan's Crossing, serie TV, 2 episodi (2024)